# كاميري (إيطاليا)
كامّيري؛ هي بلدية في مقاطعة نوفارا في منطقة بيدمونت الإيطالية، وتقع على بعد حوالي 90 كيلومتر (56 ميل) شمال شرق تورينو وحوالي 6 كيلومتر (4 ميل) شمال شرق نوفارا.
تقع منطقة كاميري على حدود البلديات التالية: بيلينزاغو نوفاريس، وكالتينياغا، وكاستانو بريمو، وغالييت، ونوسات، ونوفارا، وتوربيجو. فهي الموطن لمطار عسكري للقاعدة الجوية كامّيري ( رمز منظمة الطيران المدني الدولي : LIMN)، تستخدم الآن لصيانة طائرات بانافيا تورنادو ويوروفايتر تايفون التابعتين لشركة Aeronautica Militare بالإضافة إلى التجميع النهائي لـ طائرة لوكهيد مارتن إف-35 لايتنيغ الثانية.
عمدة البلدة هو الهيئة المسؤولة عن إدارة البلدية. كما أن رئيس البلدية يمثل الكيان ويدعو ويترأس المجلس، ينوب عنه المجلس في حالة عدم توقع الرئيس على الإتفاقية، ويشرف على سير الخدمات والمكاتب وتنفيذ الأعمال، حسب (المادة 50. المرسوم التشريعي رقم. .267 بتاريخ 18/8/2000 م).
أنتُخب سينداكو باسيليو عمدة كاميري الحالي في 26 مايو 2019 م. سينداكو باسيليو رجل بسيط يتطلع إلى الأمام ذو حماسة ورؤية مستقبلية للإستدامة. في يناير 2021 قام بفعل أمر مختلف كمفاجأة لعيد الميلاد الأخضر TreeAndHumanKnot (مشروع إستدامة وتنمية) ونشر دعوات لشعب كامّيري إلى Tie TreeAndHumanKnot مع خطة إستراتيجية لزراعة أشجار في جميع أنحاء المدينة
وبين الكنائس، مادونا دي سان كاسيانو، وسان روكو، وسان جوزيبي، وكيزا ديل سانتيسيمو ساكرامنتو، وسانتا ماريا أسونتا.

## المدن التوأم - المدن الشقيقة
توأمة "كاميري" هي مدينة:
- فينّس, السويد (2003)

## روابط خارجية
- الموقع الرسمي
- توأمة مدن